# Hohes Tor (Ägypten)

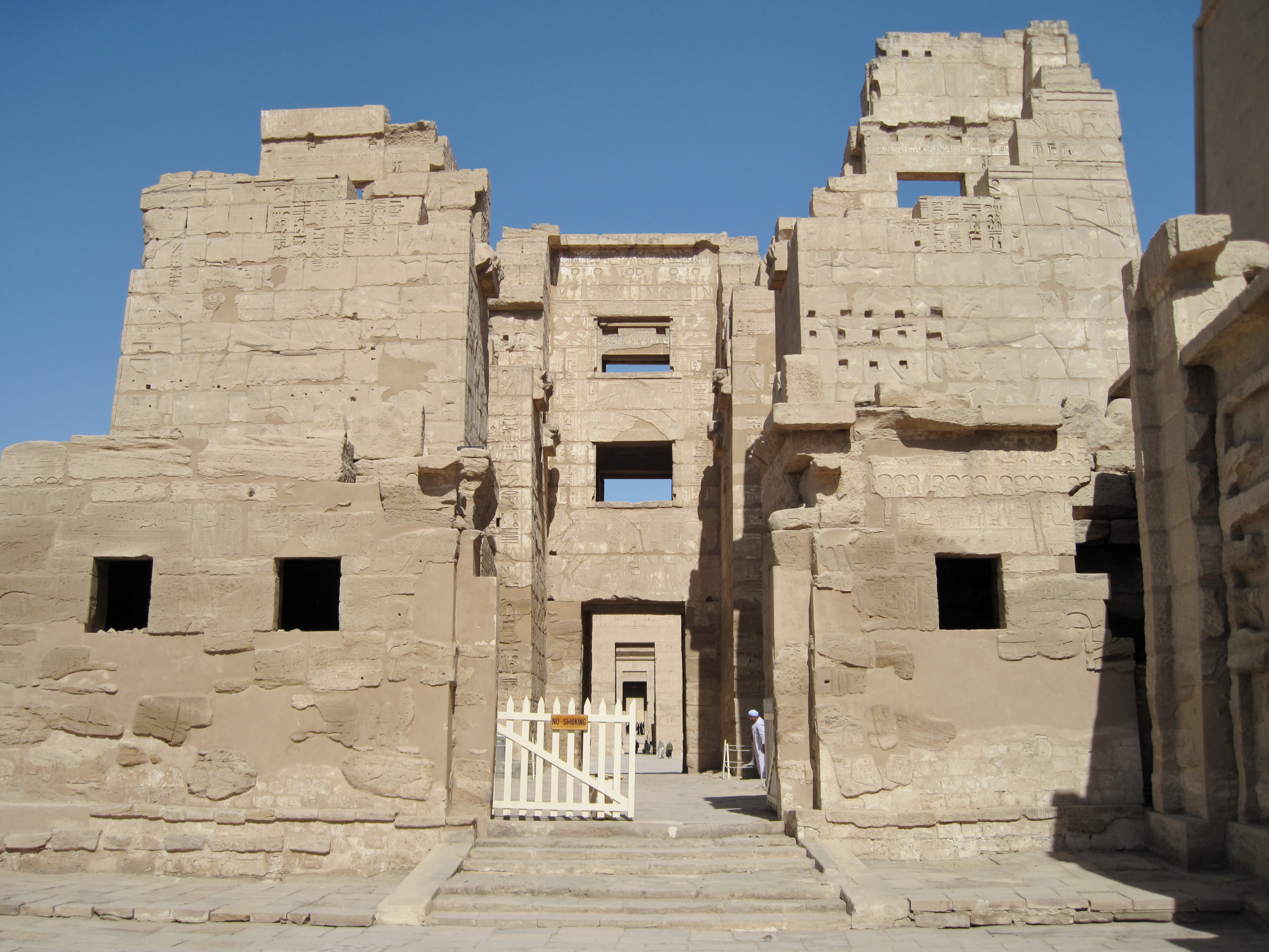
Hohes Tor (auch Migdol)

Das Hohe Tor befindet sich vor dem Totentempel des Ramses III. im Süden von Theben-West bei Medinet Habu. Es handelt sich um den auf der Ostseite dieses Tempels gelegenen Eingang mit einer Höhe von 19 Metern. Das Tor ist untypisch für die ägyptische Tempelarchitektur jener Zeit und könnte von asiatischen Vorbildern beeinflusst sein. Zwei Türme, die von Zinnen bekrönt werden, und das sich anschließende Mauerwerk bilden die Eingangspassage. Auf der Rückseite werden sie durch ein doppeltes Obergeschoss miteinander verbunden. Die Innenräume waren bewohnbar und dienten dem Herrscher für Kurzaufenthalte.